# شاتزبری (ماساچوست)
شاتزبری (به انگلیسی: Shutesbury) شهرکی در شهرستان فرانکلین ایالت ماساچوست می‌باشد که در سال ۱۷۶۱ بنیان‌گذاری شده‌است. این شهرک در سرشماری سال ۲۰۱۰ میلادی، ۱٬۷۷۱ نفر جمعیت داشته‌است.